# زاستوا فلوریدا

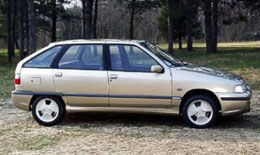

زاستوا فلوریدا (Zastava Florida) خودرویی است که در سال‌های ۲ November ۱۹۸۸ تا ۴ November ۲۰۰۸در صربستان تولید شده‌است.
این خودرو در کلاس خودرو کامپکت قرار گرفته، است.

## نگارخانه

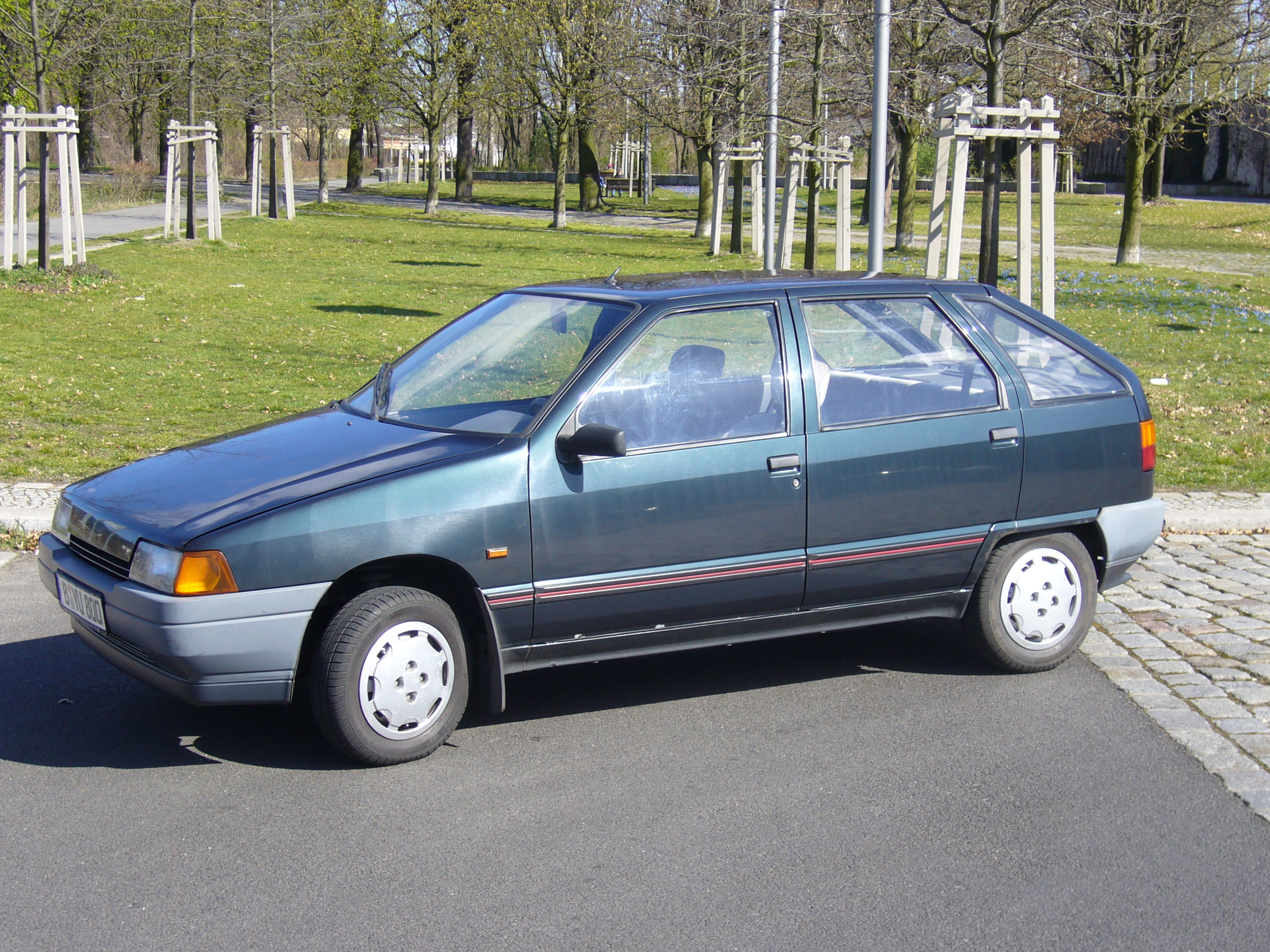
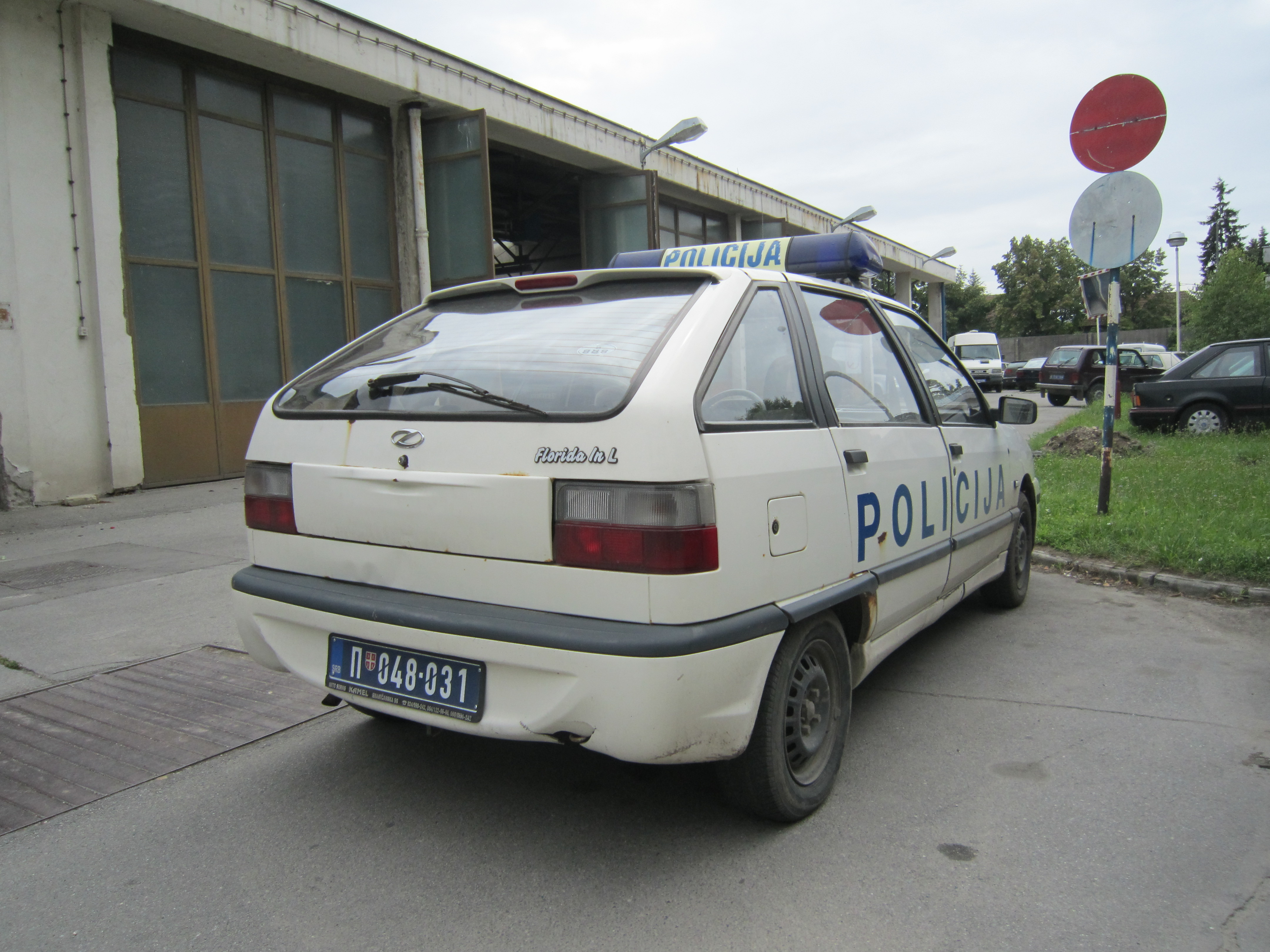